# RTAS
Real-Time AudioSuite (RTAS) (дослівно — звуковий набір реального часу) — нове покоління плагінів AudioSuite, формат аудіо-плагінів, розроблений компанією Digidesign для програми «Pro Tools».
Плагіни RTAS ресурсозалежні, тобто використовують ресурси центрального процесора комп'ютера, і їхнє застосування обмежене тільки потужністю процесора. Як і TDM, плагіни RTAS підтримують повну автоматизацію. Вони доступні на платформах Digi ToolBox і Digi 001 (будь-яка система з Pro Tools LE) для Mac і Windows.
Формат модулів RTAS був спеціально створений для Pro Tools LE (крім плагінів AudioSuite). RTAS-модулі в TDM-системі за рахунок буферизації працюють із нульовою затримкою — затримка переміщається на старт. У комплект поставки входять еквалайзери, затримки, компресори від Digidesign разом із модулями третіх фірм.